# Andavo a cento all'ora/Loredana
Andavo a cento all'ora/Loredana è il primo singolo di Gianni Morandi pubblicato nel 1962.

## Il disco
Il brano sul lato A, Andavo a cento all'ora, scritto dal cantautore Tony Dori (pseudonimo di Matteo Butticè e rielaborato per il testo da Franco Migliacci e per la musica da Mario Cantini.

Così Butticè ha raccontato la nascita della canzone:  
Il brano sul lato B, Loredana, è scritto da un autore, Gennaro Zingariello, che in SIAE risulta avere solo questo brano depositato.
Entrambi i brani, arrangiati da Ennio Morricone, vennero inseriti nell'album di debutto Gianni Morandi, pubblicato nel 1963.
Il disco è stato ristampato su CD singolo nel 1999 (RCA Italiana, 74321649782)

## Accoglienza
Il pubblico restò subito colpito da quel giovane ragazzino che per raggiungere la sua ragazza andava a 100 all'ora, velocità stratosferica agli inizi degli anni '60.
Con questo singolo Morandi raggiunse la 3ª posizione in alcune chart settimanali, che per un debuttante era una fortuna. 

## Tracce
Lato A
1. Andavo a cento all'ora – 2:32 (testo: Camucia – musica: Tony Dori, Mario Cantini; edizioni musicali RCA)

Lato B
1. Loredana – 3:19 (Gennaro Zingariello; edizioni musicali RCA)